# 聖霊降臨 (エル・グレコ)
『聖霊降臨』（せいれいこうりん、西: Pentecostés、英: Pentecost）は、ギリシア・クレタ島出身のマニエリスム期のスペインの巨匠エル・グレコが1596-1600年に制作したキャンバス上の油彩画で、『新約聖書』中の「使徒行伝」(2章:1-4) に記述されている「聖霊降臨（ペンテコステ）」を主題としている。マドリードにあったエンカルナシオン学院（通称ドーニャ・マリア・デ・アラゴン学院）のための祭壇衝立の上段右側に配置されていたと思われるエル・グレコ円熟期の作品である。作品はマドリードのプラド美術館に収蔵されている。

## ドーニャ・マリア・デ・アラゴン学院祭壇衝立
聖アウグスチノ修道会の神学校エンカルナシオン学院は、正式名称を「托身の我らが聖母」（西: nuestra señora de la encarnación）学院といい、エル・グレコは、1596年、この学院に収めるべく祭壇衝立のための絵画群の発注を受けた。この祭壇衝立は、宮廷貴婦人で淑女であった発注者ドーニャ・マリア・デ・アラゴン（1539-1593年）の名にちなんで、一般に「ドーニャ・マリア・デ・アラゴン学院祭壇衝立」と呼ばれる。この祭壇衝立は19世紀初頭、フランスのナポレオン軍により掠奪、破壊され、構成していた絵画群は四散してしまった（学園自体も1836年にメンディサバル法により完全に世俗化され、元老院宮殿に改装されて現在に至る）。それ以前の祭壇衝立に関する正確な記録がまったく現存しておらず、詳しいことはわかっていない。わずかに17世紀の画家・美術著作者アントニオ・パロミーノが「何点かのエル・グレコの作品がある」と書き、18世紀から19世紀の画家セアン・ベルムーデスが「それらはキリストの生涯に関するものだ」と述べているのみである。しかし、この祭壇衝立を構成する絵画として、『キリストの洗礼』(プラド美術館)、『羊飼いの礼拝』(ルーマニア国立美術館、ブカレスト)、『受胎告知』(プラド美術館) があったとする見解が支配的である。また、『キリストの復活』、『キリストの磔刑』、そして本作『聖霊降臨』（すべてプラド美術館）も候補として挙がっている。
作品群にはアウグスティヌス会の神秘主義者で、学院の初代院長アロンソ・デ・オロスコの神秘主義思想が投影されている。「受胎告知 (托身)」、「降誕 (羊飼いの礼拝)」、「洗礼」、「磔刑」、「復活」、「聖霊降臨」のすべての主題が「托身」と関連づけられる。これらの作品の配置については諸説が提出されてきたが、現在、一般的に認められている復元予想図は以下のようになっている。絵画の配置は、上段左から右に『キリストの復活』、『キリストの磔刑』、『聖霊降臨』、そして下段左から『羊飼いの礼拝』、『受胎告知』、『キリストの洗礼』である。
| ドーニャ・マリア・デ・アラゴン学院祭壇衝立の復元予想図 | ドーニャ・マリア・デ・アラゴン学院祭壇衝立の復元予想図 | ドーニャ・マリア・デ・アラゴン学院祭壇衝立の復元予想図 | ドーニャ・マリア・デ・アラゴン学院祭壇衝立の復元予想図 |
| ------------------------------------------------------ | ------------------------------------------------------ | ------------------------------------------------------ | ------------------------------------------------------ |
|                                                        |                                                        |                                                        |                                                        |
|                                                        |                                                        |                                                        |                                                        |

## 作品

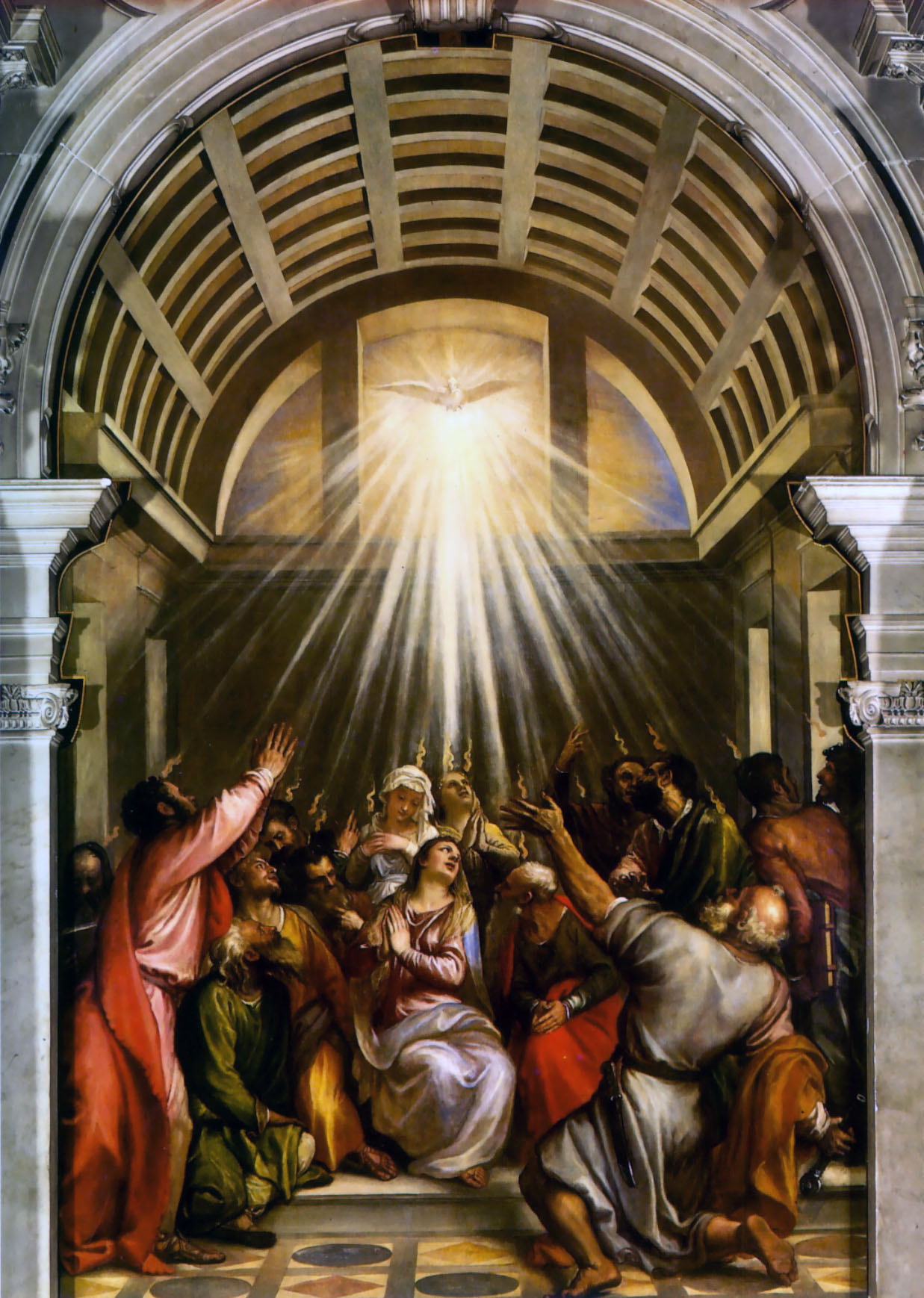
ティツィアーノ・ヴェチェッリオ『聖霊降臨』 (1546年)、サンタ・マリア・デッラ・サルーテ聖堂、ヴェネツィア

「ドーニャ・マリア・デ・アラゴン学院祭壇衝立」を構成していた1点にも描かれている「キリストの復活」から10日後に、イエス・キリストが使徒たちにした約束、すなわち、父なる神を通して自分に代わる人類の擁護者である「聖霊」を送るという約束が果たされた。これが本作に描かれている「聖霊降臨」である。
この奇跡に関して「使徒行伝」（2章：1-4）には以下のように記述されている。「さて五旬祭の日が来て、かれら（12使徒）がみな一緒に集まっていると、突然、天から烈しい風が吹いてくるような音が聞こえて、かれらが座っていた家に満ち、火のような舌が現れ、分かれて、おのおのの上にとどまった。すると、かれらはみな聖霊に満たされ、霊がいわせるままに、いろいろの国の言葉で話し始めた」。
エル・グレコの主題解釈の特徴は、この記述が提供するすべての要素を駆使しており、「烈しい風が吹いてくるような音」まで画面の中に再現している。さらにティツィアーノの同主題作がこの場面を至福のものとして表現しているのとは異なり、エル・グレコの本作は、世の終わりに関する「黙示録」的ドラマ性を与えている。エル・グレコはこうした終末論的な雰囲気を持った奇跡を、画面のほぼ全域を占める使徒たちの表情と姿態、それらを激しいリズムの中に組み込む絶妙な構図、そして雷光の中にきらめく色彩によって描き出している。
画面前景右側には、この奇跡を前にして驚倒する聖ペテロ（画家の自画像、もしくは画家の友人であるアントニオ・デ・コバルービアス (Antonio de Covarrubias) であると特定されている）を、左側には逆行の中に驚きと賛美を表す聖ヨハネを配置し、画面の左右に逆方向のリズムを作り出している。この逆方向のリズムは対立併存しているのではない。聖ペテロの左手によって聖ヨハネに連動され、上部では聖霊のハトによって結び合わされ、激しい楕円軌道を構成しているのである。この時計の針の方向に回る楕円軌道には、烈風にはためく衣服の光と影が形成するジグザグの線（ある時は激しく上昇し、急速に下降している）が組み合わされ、画面に緊張感を与えている。この動静に満ちた卵形構図の中心をなすのが、ただ1人静かに祈る聖母マリアである。この事実は、本作が聖母マリアに捧げられた「ドーニャ・マリア・デ・アラゴン学院祭壇衝立」を構成していたことを裏付け、スペインで熱狂的な盛り上がりを見せた聖母マリア礼賛の雰囲気を反映しているとも考えられる。
本作に用いられている色彩は、エル・グレコの作品中最も輝かしいものの1つである。それは聖霊という不可思議な光源に発する光に照らされ、まさに炎のように燃え上がるかと思うと、激しい陰影を作り出す。すべての色彩が燃焼しながらぶつかり合い、構図が醸し出す緊張感をいやが上にも高めていく。そして、その効果をいっそう高めるものが荒々しいタッチを特徴とするエル・グレコの技法である。画家の技法はデッサン、すなわち線的な要素を否定し、色彩の象徴性を高めているのである。